# جنگ ستارگان: خیزش اسکای‌واکر (موسیقی متن)
جنگ ستارگان: خیزش اسکای‌واکر – موسیقی متن اصلی سینمایی (انگلیسی: Star Wars: The Rise of Skywalker – Original Motion Picture Soundtrack) موسیقی فیلم جنگ ستارگان: خیزش اسکای‌واکر (۲۰۱۹) به آهنگسازی جان ویلیامز است. این آلبوم موسیقی متن در دو فرمت دیجیتالی و سی‌دی‌دیجی پک به ترتیب در ۱۸ و ۲۰ دسامبر ۲۰۱۹ توسط والت دیزنی رکوردز منتشر شد. این آخرین موسیقی متن او برای این فرنچایز است. ویلیامز اندکی قبل از شروع جلسات ضبط اعلام کرد که بعد از ۴۰ سال به عنوان قلب موسیقی آن، از جنگ ستارگان بازنشسته خواهد شد.